# Helen Gahagan Douglas
Helen Gahagan Douglas (ur. 25 listopada 1900 w Boonton, zm. 28 czerwca 1980 w Nowym Jorku) – amerykańska aktorka i polityk, członek Partii Demokratycznej.

## Działalność polityczna
W okresie od 3 stycznia 1945 do 3 stycznia 1951 przez trzy kadencje była przedstawicielką 14. okręgu wyborczego w stanie Kalifornia w Izbie Reprezentantów Stanów Zjednoczonych.

## Filmografia
- 1935: Czarownica jako Ona, królowa Hash-A-Mo-Tep Koru

## Życie osobiste
Od 1931 była małżonką aktora Melvyna Douglasa.

## Wyróżnienia
Posiada swoją gwiazdę w Hollywoodzkiej Alei Gwiazd.